# 光回波

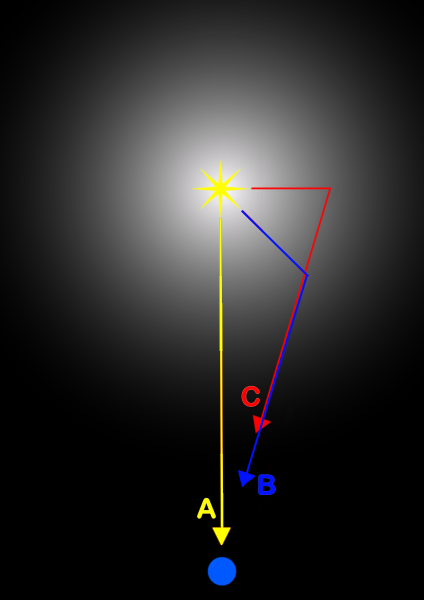
沿路径B的反射光在沿路径A的直线传播的光线之后一些到达，但是在沿路径C的光线之前。从地球上看，通过路径B和C的光似乎都来自同一个方向。

光回波（回光/回声光）是天文学的一种现象。类似于声音的反射, 光回波常在星体光度快速增加或脉冲时产生, 比如在对新星的观察中, 被星际尘埃反射出的光在沿直线的光之后很长一段时间才到达观察者。由于它们的几何形状，回光可以令人产生超光速的错觉。

## 原理
光回波在当一个光度剧增的物体（如：新星）最初发出的光被可能（被观察者）认为是光源的星际尘埃阻碍后产生。先前发出的光首先到达观察者。而光源和观察者之间的尘埃或其他物质反射的光稍后一会儿才开始到达。由于这种光一离开恒星就只向前前行， 它令人产生了光回波扩散得比光速快的错觉。
在该图的右侧，沿着路径A的光 从原光源射出，并且明显首先到达。沿路径B的光在光源和观察者间气体云某部分的一点被反射，沿垂直于路径A的路径C的光则在被气体云反射之后与路径B重合。尽管沿路径B和C的光对于观察者来说都出现在天空中同一个点，沿路径B的光还是明显更先到达。因此，观察者便有光回波扩散得比光速快的。结果，对于观察者来说，光回波扩散速率比光速还快。

无论从椭圆的一个焦点经由椭圆上哪一点到另一个焦点，它所经过的距离都相同。

所有源于爆发的反射光都行进同样的距离。光线反射的情况下，地球和光源之间可能的路径都经过这个以光源和地球为焦点的椭球（参见右图动画）。而这个椭球自然随着时间推移而扩张。

## 案例

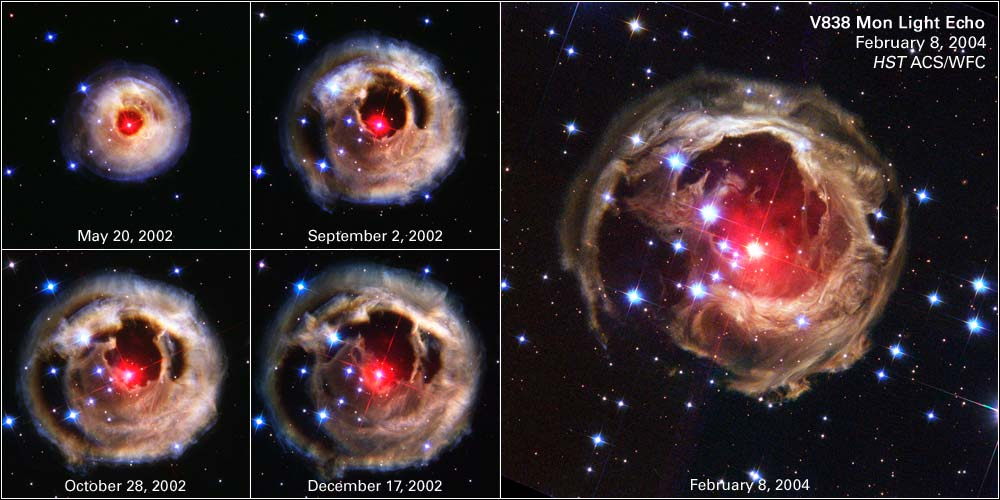
图像展示了麒麟座V838光回波的扩散。 版权：NASA/ESA.

哈勃空间望远镜在2002年观测到变星麒麟座V838发生一场明显的爆发。而当发现爆发产生的物质以远大于光速的速率扩散时，观测人员都非常意外，因为他们发现它们在不到一个月的时间里明显扩散了4至7光年的尺寸。
光回波被用于以1％以内的精度测量与造父变星船尾座RS间的距离。报道这个结果的编辑称以此测出的距离被称为“最精准的与造父变星的距离” 。